# Pătești
Pătești – wieś w Rumunii, w okręgu Vâlcea, w gminie Sălătrucel. W 2011 roku liczyła 114 mieszkańców.